# Free Beer

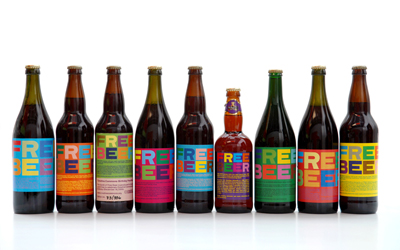
Etiqueta de la cerveza.

Free Beer uno de los proyectos desarrollados por el grupo Superflex, concebido en el 2004 bajo la licencia Creative Commons con un desarrollo continuo en el tiempo.

## Proyecto
El proyecto Free Beer responde a una cerveza que no es gratis en el sentido de cerveza gratuita sino como paralelismo a la idea de la libertad de expresión. El nombre juega con una cita bien conocida por los activistas de software libre Richard Stallman: "Software Libre" es una cuestión de libertad, no de precio. Para entender el concepto, debes pensar en "libre" como en "libertad de expresión", no como en "cerveza gratis". Originalmente llamado Vores Øl la cerveza fue concebida en 2004 por Superflex y estudiantes de la de Copenhague IT University. El proyecto aplica los métodos modernos de software de código libre / abierto a lo tradicional en el mundo real del producto. Los elementos de la receta y la marca de cerveza gratis se presentan públicamente bajo licencia Creative Commons, lo que significa que cualquiera puede utilizar la receta para preparar su propia cerveza o crear un derivado de la receta. Free Beer se basa en las tradiciones cerveceras clásicas, pero con el añadido del Guaraná para darle un impulso de energía natural. Basándose en Vores Øl v. 1. Free Beer ha sido elaborada en todo el mundo con y sin la participación de Superflex en: Taipéi, São Paulo, Los Ángeles, Múnich, Knoxville, Lausanne, Cornualles, Bolzano, Auckland y Paraná por nombrar algunos pocos.
El que los elementos de la receta y la marca de cerveza gratis se publiquen ante la licencia Creative Commons hace que se presenten bajo el registro de (Reconocimiento-CompartirIgual 2.5) lo que significa que cualquiera puede utilizar la receta para preparar su propia Free Beer o crear un derivado de esta. Cualquiera es libre de ganar dinero con cerveza libre, pero debe publicar la receta bajo la misma licencia y la acreditación del trabajo de sus autores. Todos los elementos de diseño y marca están disponibles para los cerveceros, y puede ser modificado para adaptarse a los cambios siempre que sean publicados bajo la misma licencia ("Reconocimiento y Compartir Igual 2.5") basado en Free Beer Vores Øl v. 1.

## Receta originaria
- Cerveza libre, la versión 1.0 (nombre en clave: "Vores ol")

Receta para 25 L (5,6% vol.)
Ingredientes:
- 1800 g de malta Pilsner
- 1200 g de malta Münschener
- 300 g de malta caramelizada
- 300 g de malta Lager
- 18 g de lúpulo amargo Tettnanger
- 15 g de lúpulo artomático Hallertaver
- 90 g de Guaraná
- 1200 g de azúcar
- Levadura Safbrew T-58

Procedimiento:
Triturar la malta a 55 °C en los 15 L de agua durante 90 minutos. Filtrar la mezcla y verter 10 litros de agua sobre la masa. Añadir el lúpulo, las bayas de guaraná y el azúcar y cocinar a fuego lento a unos 98 °C durante 60 min. Enfriar a 25 °C, filtrar la mezcla y verter en un recipiente. Añadir la levadura y dejar sellada la mezcla en el recipiente a 20 °C durante 14 días para la fermentación primaria. Transferir la mezcla a un recipiente limpio y añadir el azúcar 100 g de levadura y 2 cucharada de la parte inferior del recipiente de fermentación primaria. Embotellar para la segunda fermentación y carbonatación y dejar a 20 °C durante 8-10 días. Almacenar las botellas entre los 12-14 °C durante 14 días. Finalmente servir frío y disfrutar.

## Vores Øl

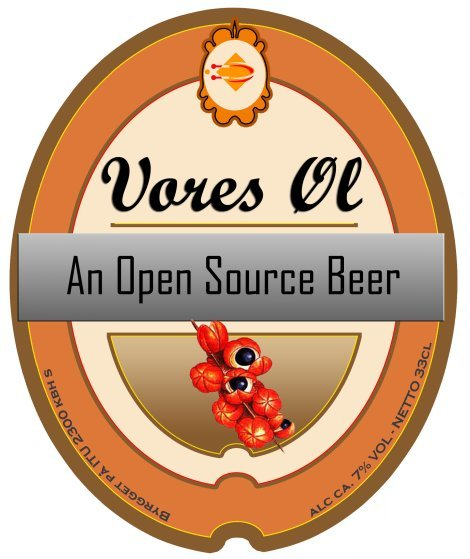
Etiqueta de la cerveza.

Vores Øl (Nuestra cerveza, en danés) se anunció como la primera cerveza de código abierto. También se la conoce como la «Free Beer Archivado el 15 de septiembre de 2017 en Wayback Machine.» (cerveza libre). Su receta se publica bajo una licencia Creative Commons.
La idea de esta cerveza surgió de unos estudiantes de la Universidad IT de Copenhague, en colaboración con Superflex, un asociación artística con sede en Copenhague, para demostrar cómo el concepto de «código abierto» puede ser aplicado más allá del mundo digital. Los estudiantes elaboraron el primer lote de 100 litros, llamado 'version 1.0', de cerveza negra en el comedor de la facultad, y crearon la etiqueta y hasta un sitio web para promocionar la cerveza y la receta.

## Digital IPA

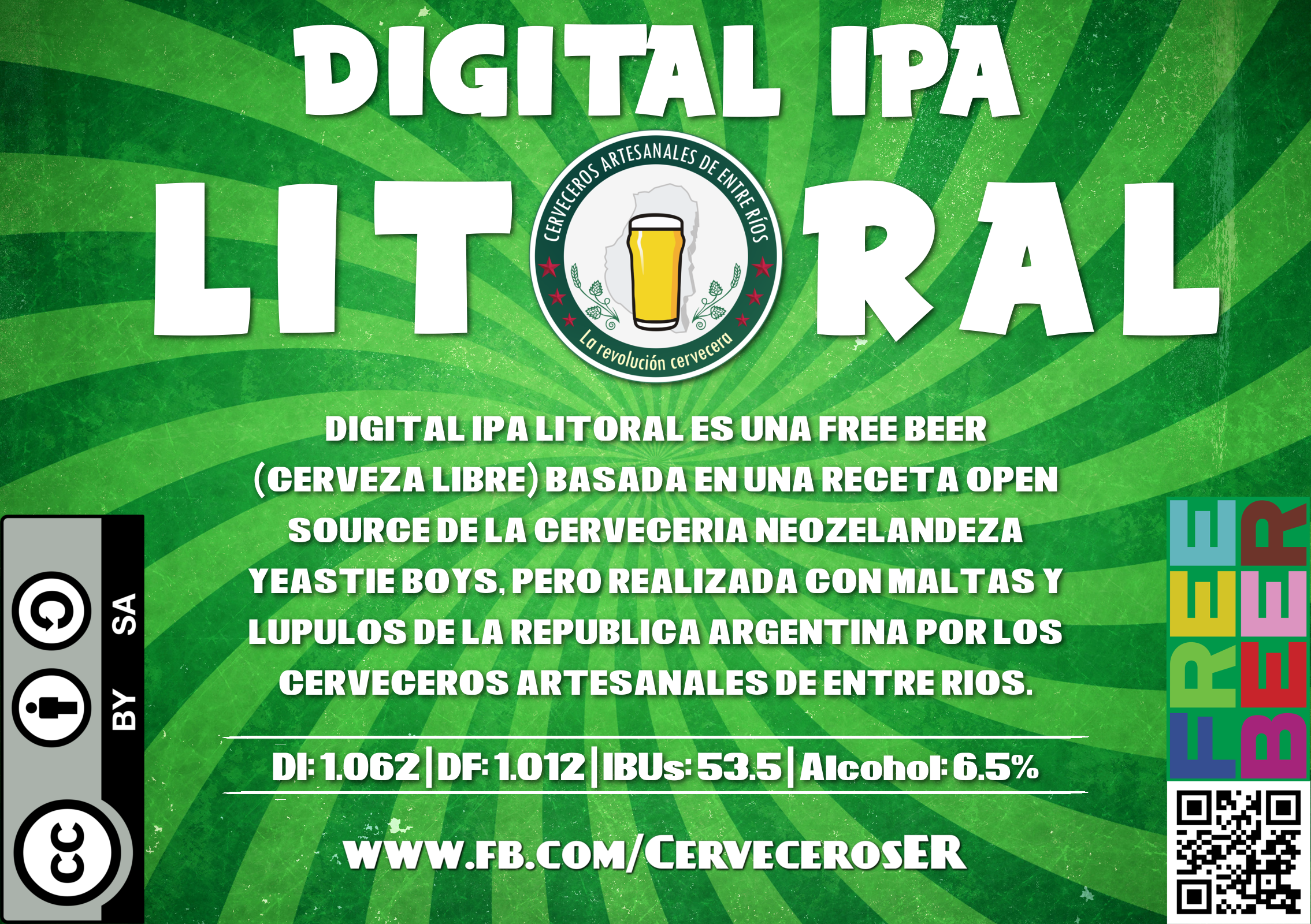
Etiqueta de Digital IPA Litoral, una Cerveza Libre realizada por los Cerveceros Artesanales de Entre ríos, basada en una Receta Open Source de Yeastie Boys

Yeastie Boys' Digital IPA es una Cerveza elaborada en Wellington, Nueva Zelanda que fue lanzada en 2011 y al año siguiente obtuvo una medalla de oro en el concurso Brewers Guild of New Zealand. La Receta de la Cerveza Digital IPA está disponible bajo la Licencia CC-SA-BY 3.0 que permite a cualquier persona hacer su propia versión siempre que haga referencia a la receta original.
Durante el Hackathon Litoral 2015 que se realizó en Paraná, Entre Ríos, un grupo de Cerveceros de la región elaboró un fork de esta receta utilizando maltas y lúpulos de la República Argentina.

## Utilidad de la receta original
Casi inmediatamente, la mayoría de los elaboradores de cerveza casera se manifestaron en contra de la calidad del botellín, algunos incluso a través de Slashdot. Las quejas más importantes versaban sobre la falta de información respecto a la receta del producto: no se especifícaba qué cantidad de agua utilizar para la mezcla, qué levadura era más apropiada, el estilo de cerveza que se producía (además de saber que era negra), si era necesario o no añadir lúpulo para darle aroma, la temperatura idónea para la fermentación, o qué sabor tendría la cerveza. Utilizando jerga del mundo de la programación, origen del código abierto que la cerveza intenta promocionar, algunos críticos aseguraron que, de ser un programa informático, sería imposible su compilación.
Rasmus Nielsen, uno de los desarrolladores de la cerveza, ha afirmado que esta cerveza se creó como medio para transmitir «nociones dogmáticas del copyright y la propiedad intelectual que dominan nuestra cultura» . Confesó también que el grupo no estaba integrado por gurús de la cerveza, sino que eran aficionados con experiencia limitada en elaboración casera. Es por esto, y por el trasfondo del mensaje que transmite la cerveza, que el desarrollo y mejora de la receta está recibiendo mucho apoyo.

## Receta para la «Vores Øl»
Esta receta se ha obtenido de la página web oficial (en septiembre de 2005), aunque es posible que existan versiones más recientes y mejoradas, dado su carácter de código abierto.
Receta para unos 85 litros (aproximadamente, un volumen de alcohol del 6%):

### Extracto demalta
Se emplearán cuatro tipos diferentes de cebada malteada:
- 6 kg de malta de Pilsen
- 4 kg de malta münsner
- 1 kg de malta de caramelo
- 1 kg de malta rubia (lager)

Se machaca la malta y se pone en agua caliente (55–60 °C) durante 1 o 2 horas.
Se filtra la mezcla y el líquido resultante contiene unos 10 kilos de extracto de malta.

### Sabor y dulzura
- 50 g de lúpulo de Hallertau
- 60 g de lúpulo Tettnang
- 300 g de fruto de la guaraná
- 4 kg de azúcar

Se pone el extracto de malta a hervir en un recipiente grande con el lúpulo de Hallertau y unos 70l de agua.
Tras hora y media, agregar la guaraná y el azúcar.
Calentar la mezcla a fuego lento durante una hora más o menos, apagar el fuego y agregar el lúpulo Tettnang. Dejar resposar 10 minutos.
Filtrar la mezcla y enfriar en un recipiente cerrado.

### Fermentación
Agregar la levadura y dejar fermentar la cerveza a temperatura ambiente durante unas dos semanas.
Cuando esté fermentada, embotellar. Añadir antes 4 g de azúcar por cada litro, y una pizca de levadura del fondo del recipiente de fermentación para cebarla.
Dejar la cerveza en botellas a temperatura ambiente durante 8 o 10 días para que se carbonate.